# Összetételi arány
Az összetételi arány a tér meghatározott részét kitöltő többféle anyag egymáshoz viszonyított mennyiségének mérőszáma.
Összetételi arány értelmezhető oldatok, ötvözetek, gázelegyek esetén, és sok más esetben, például termőföld humusztartamának meghatározásánál, vagy az élelmiszeripari termék (hús) esetén a kötőszövet–zsírszövet arányának megadásánál.
A fentieket nagyon széleskörűen kell értelmezni. A mól mértékegység meghatározásának kiegészítése a következő (idézet):
Az elemi egységek fajtáját pontosan meg kell adni. Ez lehet atom, molekula, ion, elektron, egyéb részecske, vagy ezek meghatározott csoportja.

## Szakterület
Ez a megfogalmazás bármilyen szakterületre érvényes. Figyelembe kell venni azonban, hogy a kémiában egyes mennyiségeket pontosabban meg kell fogalmazni. Oldatok térfogata például nem növekszik arányosan az oldott anyag térfogatával (disszociáció, víznél a hidrátképződés, komplexképződés stb.). Ilyen jelenség a térfogattöblet (excess volume).
Hasonló jelenség, amikor konkoly keveredik a búzaszemek közé. Mivel ezek szemcsemérete kisebb, többnyire a búzaszemek közötti hézagtérfogatot töltik ki. Emiatt a halmaz porozitása csökken, a halmazsűrűség növekszik, tehát a térfogat nemlineárisan additív. Hasonló tulajdonságúak az agyag, a keverékek, az emulziók, a szuszpenziók és például a zagy.

## Hogyan mérhető az összetevők mennyisége
Az összetételi arány tört, amelyet az összetevők (komponensek) mennyiségéből számítunk. Ez a következő extenzív tulajdonságokkal mérhető:
- anyagmennyiség, n, mértékegysége: a mól
- tömeg, m, mértékegysége: a kg
- térfogat, V, mértékegysége a m3
- darabszám, N, hivatalos mértékegysége: 1. Magyarországon használjuk még a db (darab) mértékegységet is.

Vegyi anyagoknál az Avogadro-szám egymáshoz rendeli az anyagmennyiséget és a darabszámot. Ez az összerendelés azonban csak tiszta vegyi anyagoknál értelmezhető.

## Összefoglaló táblázat
Példaképpen két komponensből az alábbi rendszerezést készíthetjük:
| név                | jel                    | képlet                                                               | zárójeles változat                                                                   | SI-egység | praktikus egység                                         |
| ------------------ | ---------------------- | -------------------------------------------------------------------- | ------------------------------------------------------------------------------------ | --------- | -------------------------------------------------------- |
| tömegarány         | {\displaystyle \zeta } | {\displaystyle \zeta ({\mbox{A}},{\mbox{B}})={\frac {m_{A}}{m_{B}}}} | {\displaystyle \zeta ({\mbox{A}},{\mbox{B}})={\frac {m({\mbox{A}})}{m({\mbox{B}})}}} | 1         | {\displaystyle {\frac {\mbox{kg}}{\mbox{kg}}}}           |
| térfogatarány      | {\displaystyle \phi }  | {\displaystyle \phi ({\mbox{A}},{\mbox{B}})={\frac {V_{A}}{V_{B}}}}  | {\displaystyle \phi ({\mbox{A}},{\mbox{B}})={\frac {V({\mbox{A}})}{V({\mbox{B}})}}}  | 1         | {\displaystyle {\frac {{\mbox{m}}^{3}}{{\mbox{m}}^{3}}}} |
| mólarány           | {\displaystyle r}      | {\displaystyle r({\mbox{A}},{\mbox{B}})={\frac {n_{A}}{n_{B}}}}      | {\displaystyle r({\mbox{A}},{\mbox{B}})={\frac {n({\mbox{A}})}{n({\mbox{B)}}}}}      | 1         | {\displaystyle {\frac {\mbox{mol}}{\mbox{mol}}}}         |
| darabszámok aránya | {\displaystyle R}      | {\displaystyle R({\mbox{A}},{\mbox{B}})={\frac {N_{A}}{N_{B}}}}      | {\displaystyle R({\mbox{A}},{\mbox{B}})={\frac {N({\mbox{A}})}{N({\mbox{B}})}}}      | 1         | {\displaystyle {\frac {\mbox{db}}{\mbox{db}}}}           |

A fenti, „arány” jellegű mennyiségek az angol nyelvterületen ritkán használatosak. Például a tömegarány angol megfelelőjével a rakétahajtóművek egyik tulajdonságát jelölik (mass ratio), és nem összetételi arányt.
Törtek kettőnél több komponensből is számíthatóak:
| név                | jel                   | képlet                                                                    | zárójeles változat                                                                                | SI-egység | praktikus egység                                         |
| ------------------ | --------------------- | ------------------------------------------------------------------------- | ------------------------------------------------------------------------------------------------- | --------- | -------------------------------------------------------- |
| tömegtört          | {\displaystyle w}     | {\displaystyle w({\mbox{A}},{\mbox{B}})={\frac {m_{A}}{m_{A}+m_{B}}}}     | {\displaystyle w({\mbox{A}},{\mbox{B}})={\frac {m({\mbox{A}})}{m({\mbox{A}})+m({\mbox{B}})}}}     | 1         | {\displaystyle {\frac {\mbox{kg}}{\mbox{kg}}}}           |
| térfogattört       | {\displaystyle \phi } | {\displaystyle \phi ({\mbox{A}},{\mbox{B}})={\frac {V_{A}}{V_{A}+V_{B}}}} | {\displaystyle \phi ({\mbox{A}},{\mbox{B}})={\frac {V({\mbox{A}})}{V({\mbox{A}})+V({\mbox{B}})}}} | 1         | {\displaystyle {\frac {{\mbox{m}}^{3}}{{\mbox{m}}^{3}}}} |
| móltört            | {\displaystyle x}     | {\displaystyle x({\mbox{A}},{\mbox{B}})={\frac {n_{A}}{n_{A}+n_{B}}}}     | {\displaystyle x({\mbox{A}},{\mbox{B}})={\frac {n({\mbox{A}})}{n({\mbox{A}})+n({\mbox{B)}}}}}     | 1         | {\displaystyle {\frac {\mbox{mol}}{\mbox{mol}}}}         |
| darabszámok törtje | {\displaystyle X}     | {\displaystyle X({\mbox{A}},{\mbox{B}})={\frac {N_{A}}{N_{A}+N_{B}}}}     | {\displaystyle X({\mbox{A}},{\mbox{B}})={\frac {N({\mbox{A}})}{N({\mbox{A}})+N({\mbox{B}})}}}     | 1         | {\displaystyle {\frac {\mbox{db}}{\mbox{db}}}}           |

A koncentrációt az elegy térfogatából számítjuk, kettőnél több komponensből is
| név                        | jel                     | képlet                                                                      | zárójeles változat                                                                                  | SI-egység                                            | praktikus egység                                         |
| -------------------------- | ----------------------- | --------------------------------------------------------------------------- | --------------------------------------------------------------------------------------------------- | ---------------------------------------------------- | -------------------------------------------------------- |
| tömegkoncentráció          | {\displaystyle \gamma } | {\displaystyle \gamma ({\mbox{A}},{\mbox{B}})={\frac {m_{A}}{V_{A}+V_{B}}}} | {\displaystyle \gamma ({\mbox{A}},{\mbox{B}})={\frac {m({\mbox{A}})}{V({\mbox{A}})+V({\mbox{B}})}}} | {\displaystyle {\frac {\mbox{kg}}{{\mbox{m}}^{3}}}}  | {\displaystyle {\frac {\mbox{kg}}{{\mbox{m}}^{3}}}}      |
| térfogat-koncentráció      | {\displaystyle \sigma } | {\displaystyle \sigma ({\mbox{A}},{\mbox{B}})={\frac {V_{A}}{V_{A}+V_{B}}}} | {\displaystyle \sigma ({\mbox{A}},{\mbox{B}})={\frac {V({\mbox{A}})}{V({\mbox{A}})+V({\mbox{B}})}}} | {\displaystyle 1}                                    | {\displaystyle {\frac {{\mbox{m}}^{3}}{{\mbox{m}}^{3}}}} |
| anyagmenyiség-koncentráció | {\displaystyle c}       | {\displaystyle c({\mbox{A}},{\mbox{B}})={\frac {n_{A}}{V_{A}+V_{B}}}}       | {\displaystyle c({\mbox{A}},{\mbox{B}})={\frac {n({\mbox{A}})}{V({\mbox{A}})+V({\mbox{B)}}}}}       | {\displaystyle {\frac {\mbox{mol}}{{\mbox{m}}^{3}}}} | {\displaystyle {\frac {\mbox{mol}}{{\mbox{m}}^{3}}}}     |
| darabszám-koncentráció     | {\displaystyle C}       | {\displaystyle C({\mbox{A}},{\mbox{B}})={\frac {N_{A}}{V_{A}+V_{B}}}}       | {\displaystyle C({\mbox{A}},{\mbox{B}})={\frac {N({\mbox{A}})}{V({\mbox{A}})+V({\mbox{B}})}}}       | {\displaystyle {\frac {1}{{\mbox{m}}^{3}}}}          | {\displaystyle {\frac {\mbox{db}}{{\mbox{m}}^{3}}}}      |

## Törtek és arányok
Az összetételi arány igen kicsi értékeinél könnyű összetéveszteni a mérőszámokat. A következő példa szemlélteti, milyen zavart okoz ez; különösképpen, ha látszólag a tömegkoncentráció mértékegységét használjuk.
Modellközegünk a levegő. Egy m3 levegő tartalmaz

0,97 kg nitrogént és 0,3 kg oxigént

0,78 m3 nitrogént és 0,21 m3 oxigént
„Arány” típusú mennyiséget kapunk, ha az egyik komponens adatát elosztjuk a másikkal.
Az oxigén a nitrogénhez viszonyítva: 
{\displaystyle {\frac {0,3{\mbox{ kg}}}{0,78{\mbox{ m}}^{3}}}=0,385{\frac {\mbox{kg}}{{\mbox{m}}^{3}}}}
A nitrogén az oxigénhez viszonyítva: 
{\displaystyle {\frac {0,97{\mbox{ kg}}}{0,21{\mbox{ m}}^{3}}}=4,62{\frac {\mbox{kg}}{{\mbox{m}}^{3}}}}
Az oxigén részaránya az elegyben: 
{\displaystyle {\frac {0,3{\mbox{ kg}}}{1{\mbox{ m}}^{3}}}=0,3{\frac {\mbox{kg}}{{\mbox{m}}^{3}}}} (ez most tényleg tömegkoncentráció)

alaposan különböznek egymástól